# Pandanus humilis
Pandanus humilis là một loài thực vật có hoa trong họ Dứa dại. Loài này được Lour. miêu tả khoa học đầu tiên năm 1790.